# Verzorgingsplaats Kruisoord
Verzorgingsplaats Kruisoord is een Nederlandse verzorgingsplaats langs de A7 tussen Hoorn en Zaandam in de richting van Zaandam tussen afritten 7 en 6 nabij Noordbeemster in de gemeente Purmerend.
De verzorgingsplaats is vernoemd naar de Kruisoord, een buitendijks land dat hoorde bij de polder Beetskoog. Na de inpoldering van de Beemster is er weinig mee gedaan, waardoor het nu drie meter hoger ligt dan het omringende land.
Bij de verzorgingsplaats ligt een tankstation van BP. In september 2011 zijn middels een veiling de huurrechten van het pompstation verkocht. BP heeft in dat jaar voor 15,2 miljoen euro de rechten gekocht om 15 jaar hier brandstof te verkopen.
Binnen deze BP bevindt zich een AH To Go met verse broodjes, zonder zitmogelijkheid.
Op het terrein bevindt zich tevens een oplaadpunt voor elektrische voertuigen (Fastned).
Aan de andere kant van de snelweg ligt even verderop verzorgingsplaats Middelsloot.
Richting Bad Nieuweschans:
Middelsloot · 
De Koggen · 
Broerdijk · 
Hoge Kwel · 
Monument · 
Breezanddijk · 
Hayum · 
Laerd · 
De Horne · 
De Wâlden · 
Mienscheer · 
Dikke Linde · 
Meedenertol · 
Bunderneuland (D)
Richting Zaandam:
Poort van Groningen · 
Roode Til · 
Veenborg · 
Oude Riet · 
De Vonken · 
Bloksloot · 
Wildinghe · 
Breezanddijk · 
Monument · 
Den Oever · 
De Wierde · 
De Horn · 
Kruisoord